# Когда звонит незнакомец (фильм, 1979)
«Когда звонит незнакомец» (англ. When A Stranger Calls) — кинофильм.

## Сюжет
Супружеская чета Мандракис собралась поужинать в ресторане и на это время пригласила студентку Джилл в качестве няни к себе домой. Дети уже спали и Джилл тихонько занималась внизу в холле. Внезапно зазвонил телефон и в трубке прозвучал вопрос: - "Вы проверили детей ?". Так повторилось несколько раз и Джилл подумала, что это звонил доктор Мандракис, но позвонив в ресторан, она узнала, что они 45 минут назад покинули ресторан и были в кинотеатре.Так как Джилл не проверяла детей, а звонивший только об этом и спрашивал, то она поняла, что он её видит и это её не на шутку напугало. Тогда она позвонила в полицию и сказала о угрожающем поведении. В полиции ей посоветовали подольше поговорить со звонившим, чтобы они смогли проследить откуда звонок. Во время очередного звонка, она постаралась задержать звонившего - сказавшего ей, что хочет умыться её кровью, отчего она бросила трубку. На следующий звонок, Джилл ответила с криком, но это оказался полицейский, сообщивший ей, что они проследили звонок и ей надо немедленно покинуть дом, т.к. звонивший, звонил из этого дома и был где-то внутри. Она побежала к выходу и в это время открылась дверь на втором этаже, и показалась тень на стене. Джилл пыталась открыть входную дверь, но ей мешала цепочка, в итоге, в панике открыв дверь, она оказалась лицом к лицу с полицейским. Маньяка задержали, он убил обоих детей - голыми руками разорвал их и умылся их кровью.
Прошло семь лет. Маньяка признали невменяемым и посадили в психушку, но он оттуда сбежал и в баре познакомился с женщиной в возрасте, но та отвергла его притязания и он был избит посетителем за приставание к даме. Он проследил где та живёт и даже зашёл к ней в квартиру, но Трейси его выгнала, не догадываясь, кто перед ней и что она на волоске от смерти. Курту некуда было идти и он переночевал в ночлежке. В это время детектив Чарли, который задержал его в первый раз и видел его зверства, уже был на пенсии и подрабатывал частным детективом, решил вместе с отцом убитых маньяком детей, выследить его и убить. Он рыскал по всему городу и нашёл Трейси, вступившую в контакт с маньяком. Она стала в роли приманки, но Курт не появился в баре и Трейси пошла домой, детектив проводил её до дверей. А Курт уже ждал её внутри и прижал к стенке, зажав ей рот рукой, она стала кричать и на крик вернулся, не успевший далеко уйти детектив Чарли. Маньяк убежал, а полный детектив не смог его догнать, но ему повстречался негр, видевший маньяка возле ночлежки. Детектив взяв фонарик и шило, которым хотел заколоть Дункана, и принялся обходить двухэтажные койко-места в ночлежке, ища Курта. Но тот увидел это и бросился бежать с криком: "Пожар", всполошившим всю ночлежку.
Повзрослевшая Джилл укладывала двух своих детей - мальчика и девочку - спать, и собралась с мужем на ужин в ресторан, пригласив молодую девушку посидеть у них дома, в их отсутствие. История повторялась, и на ужине официант пригласил Джилл к телефону. Подойдя к трубке, она услышала знакомый вопрос:"Ты проверила детей?". Она с криком упала на пол, подбежал муж и они стали звонить домой, трубку взяла няня и сказала, что всё в порядке, но связь внезапно оборвалась. В сопровождении полицейских, Джилл с мужем примчалась домой, она побежала к детям, но они мирно спали. Успокоившись, все легли спать, но Джилл разбудил какой-то шёпот, из-за приоткрытой двери, она попыталась разбудить мужа, но вместо него, на неё накинулся маньяк Курт и стал рвать на ней сорочку и пытаться задушить её, но внезапно его пробивают насквозь два выстрела - это стрелял детектив Чарли, которому дали наводку знакомые в полиции, сообщившие ему об инциденте в ресторане. И он вовремя прибыл к дому Джилл, а её муж был оглушен и лежал в подсобке, но был жив. Детектив хотел сделать контрольный выстрел в голову маньяку,но не стал, так как тот был уже мертв.

## В ролях
| Актёр             | Роль                   |
| ----------------- | ---------------------- |
| Чарльз Дёрнинг    | Джон Клиффорд          |
| Кэрол Кейн        | Джилл Джонсон          |
| Коллин Дьюхерст   | Трэйси Фуллер          |
| Тони Бекли        | Курт Дункан            |
| Рон О`Нил         | лейтенант Чарли Гарбер |
| Стивен Андерсон   | Стивен Локарт          |
| Рейчел Робертс    | доктор Монк            |
| Рутанья Алда      | миссис Мандракис       |
| Кармен Аргензиано | доктор Мандракис       |
| Сара Дэмман       | Бьянка Локарт          |

## Прокат
Премьера фильма состоялась 26 октября 1979 года в США. При бюджете в 1 500 000 долларов США фильм собрал в прокате — 21 411 158 $.

## Саундтрек
Музыку к фильму написал композитор Дэна Капрофф. Саундтрек впервые был издан в 2012 году независимым саундтрек-лейблом Kritzerland.
1. Main Title (01:49)
2. The Ice Maker (01:33)
3. Phone Calls In The Night (02:11)
4. Have You Checked The Children? (01:08)
5. Waiting / The Caller Confronts (03:57)
6. He’s In The House (03:02)
7. Curt And Tracy (03:13)
8. Following Tracy / Curt On The Streets (05:10)
9. Cat And Mouse (03:00)
10. Be My Friend / Escape (02:33)
11. The Mirror / Curt Remembers (01:32)
12. The Flop House (02:50)
13. Hide And Seek / I’m Not Here, I Was Never Born (03:59)
14. He’s Back / False Alarm (01:36)
15. Sleepless Night / Closet (02:57)
16. Disconnected / Strange Bedfellows (03:40)
17. End Title (02:02)

## Премии
Avoriaz Fantastic Film Festival — 1980. В номинации: — Специальный приз Жюри — Победитель — Фред Уолтон.

## Выход наDVD
Первый релиз осуществлён на VHS в 1981 году компанией «Columbia Pictures Home Entertainment»[4]. Первый релиз на DVD произвела та же компания «Columbia TriStar Home Entertainment» в 2001 году. На Blu-ray дисках фильм появился в 2014 году, благодаря стараниям немецкой фирмы «Explosive-Media».